# Amorphophallus operculatus
Amorphophallus operculatus är en kallaväxtart som beskrevs av Wilbert Leonard Anna Hetterscheid och Sizemore. Amorphophallus operculatus ingår i släktet Amorphophallus och familjen kallaväxter. Inga underarter finns listade.